# تیم ملی فوتسال هلند
تیم ملی فوتسال هلند  نماینده هلند در مسابقات بین‌المللی فوتسال و یکی از تیم‌های فوتسال اروپایی است. 
هلند در ۴ دوره جام جهانی شرکت کرده و مقام نایب قهرمانی جام جهانی فوتسال ۱۹۸۹ را در کارنامه دارد.